# Fédération de l'hospitalisation privée
 (février 2013).
Si vous disposez d'ouvrages ou d'articles de référence ou si vous connaissez des sites web de qualité traitant du thème abordé ici, merci de compléter l'article en donnant les références utiles à sa vérifiabilité et en les liant à la section « Notes et références ».
Pour les articles homonymes, voir FHP.
La Fédération de l'hospitalisation privée, abrégé FHP, regroupe quelque 1000 établissements de santé privés en France (soit 40 % du total des établissements de santé). Organisée en Syndicats Régionaux et en Syndicats de Spécialités, la FHP est un interlocuteur privilégié des pouvoirs publics sur les grands thèmes qui engagent l'avenir du système de santé.

## Mission
La mission de la FHP est de représenter l'univers de la santé privée en France, qui comprend :
- 40 000 médecins libéraux ou salariés ;
- 147 500 personnels de soins ou administratifs.

La FHP assume un double rôle :
- d'information et de conseil auprès de ses adhérents en matière économique, juridique et sociale ;
- de représentation des  cliniques privées et défend leurs intérêts auprès des tutelles, du ministère et des syndicats de salariés de la branche.

Elle constitue un interlocuteur privilégié des pouvoirs publics sur les grands thèmes qui engagent l'avenir du système de santé, comme l'information des patients, le Plan National Canicule,  ou encore la récente loi HPST.

## Organisation
Depuis juin 2014, la FHP est présidée par Lamine Gharbi.
Christine Schibler est Déléguée Générale de la FHP.
Le comité exécutif est composé du Collège Régions, du Collège Spécialités, du Collège Groupes et d'invités permanents.
Les dirigeants des principaux groupes privés sont intégrés au Collège Groupes : Daniel Caille, PDG de Vivalto Santé, Sébastien Proto, Président du groupe Elsan, Emmanuel Masson, Directeur général du groupe Orpea, Nicolas Merigot, Directeur général de Korian France Santé et Pascal Roché, Directeur général du groupe Ramsay Santé.

## Activité de lobbying

### Auprès de l'Assemblée nationale
La Fédération de l'Hospitalisation Privée est inscrite comme représentant d'intérêts auprès de l'Assemblée nationale. Elle déclare à ce titre en 2013 un budget global de 5 millions d'euros, et indique que les coûts annuels liés aux activités directes de représentation d'intérêts auprès du Parlement n’excèdent pas 10 000 euros.